# Под обсада 2: Мрачната територия
„Под обсада 2: Мрачната територия“ (на английски: Under Siege 2: Dark Territory) е щатски екшън трилър от 1995 г. на режисьора Джоф Мърфи, и е продължение на „Под обсада“ (1992), с участието на Стивън Сегал като бившия морски пехотинец Кейси Райбак.
Филмът е продуциран от Сегал, заедно с Арнън Милчан и Стив Пери. Актьорския състав на филма включва Ерик Богосян, Еверет Макгил, Морис Честнът, Питър Грийн, Къртууд Смит и Катрин Хайгъл. Освен Сегал, Ник Манкусо, Анди Романо и Дейл Дай също повтарят ролите си от първия филм.

## Актьорски състав
| Актьор              | Роля                         |
| ------------------- | ---------------------------- |
| Стивън Сегал        | Главен старшина Кейси Райбак |
| Ерик Богосян        | Травис Дейн                  |
| Еверет Макгил       | Маркъс Пен                   |
| Катрин Хайгъл       | Сара Райбак                  |
| Морис Честнът       | Боби Закс                    |
| Ник Манкусо         | Том Брийкър                  |
| Бренда Баке         | Капитан Линда Гилдър         |
| Питър Грийн         | Първи наемник                |
| Патрик Килпатрик    | Втори наемник                |
| Скот Сауърс         | Трети наемник                |
| Анди Романо         | Адмирал Бейтс                |
| Дейл Дай            | Капитан Ник Гарца            |
| Къртууд Смит        | Майор генерал Стенли Купър   |
| Дейвид Джианопоулос | Капитан Дейвид Трилинг       |
| Сандра Тейлър       | Кели                         |
| Джонатан Банкс      | Скоти                        |

## В България
В България филмът е издаден на VHS от „Александра Видео“ на 6 май 1996 г.
На 22 май 2013 г. се излъчва по „Диема“.
Български дублаж
| Озвучаващи артисти  | Ася Братанова Петя Миладинова Георги Георгиев-Гого Симеон Владов Стефан Сърчаджиев-Съра Александър Митрев |
| Преводач            | Калина Пашовска                                                                                           |
| Тонрежисьор         | Венцислав Станков                                                                                         |
| Режисьор на дублажа | Димитър Кръстев                                                                                           |